# Franky Knight
Franky Knight je v pořadí 5. studiové album francouzské umělkyně Émilie Simon. Několik skladeb je použito jako soundtrack k filmu La Délicatesse, film natočený na motivy stejnojmenného románu spisovatele Davida Foenkinose.

## Zákulisí tvorby alba
Když David Foenkinos požádal Émilie, aby napsala soundtrack pro La Délicatesse, přemýšlela už o některých písních, které chtěla použít pro své nové album. Písně byly velmi osobní a cítila, že jsou pro příběh perfektní.
Franky Knight odkazuje na jejího snoubence a hudebního partnera François Chevalliereho, který zemřel na komplikace s pandemií chřipky A (H1N1), při pobytu na dovolené v Aténách. Chevallier zemřel ve svých 29 letech 15. září 2009, týden před vydáním jejich předchozí spolupráce, alba Big Machine. Pracoval také jako zvukový inženýr a producent s Coldplay, Arcade Fire a dalšími kapelami.

## Seznam skladeb
1. "Mon Chevalier"
2. "I Call It Love"
3. "Holy Pool of Memories"
4. "Something More"
5. "Bel Amour"
6. "Franky's Princess"
7. "Sous les Étoiles"
8. "Les Amants du Même Jour"
9. "Walking with You"
10. "Jetaimejetaimejetaime"

### iTunes bonusové skladby
- "Walking with You" (instrumentální)
- "Mon Chevalier" (instrumentální)

## Singly
- Mon Chevalier